# Trachytyla xylophthora
Trachytyla xylophthora är en fjärilsart som beskrevs av Edward Meyrick 1922. Trachytyla xylophthora ingår i släktet Trachytyla och familjen äkta malar. Inga underarter finns listade i Catalogue of Life.